# Arzembouy
Arzembouy est une commune française, située dans le département de la Nièvre en région Bourgogne-Franche-Comté.

## Géographie
Arzembouy est une commune située dans le département de la Nièvre, dans l’arrondissement de Cosne. La superficie de la commune est de 1 285 hectares. Son altitude varie entre 262 et 349 mètres. Elle compte 67 habitants en 2018.
Le village est implanté dans le quart nord-ouest de la Nièvre, à environ 40 km de Nevers (par la route). Il est situé à 10 km de Prémery et à 43 km au sud-est de Cosne-Cours-sur-Loire, son chef-lieu d'arrondissement.

### Villages, hameaux, lieux-dits, écarts
Outre le bourg, le village se compose des lieux-dits Château Gaillard, Crôt du Puits (le), Folie (la), Fontaine de l’Arc, Matray (le), Ombreaux (les), Rosay et Vassy.

### Climat
Pour des articles plus généraux, voir Climat de la Bourgogne-Franche-Comté et Climat de la Nièvre.
En 2010, le climat de la commune est de type climat océanique dégradé des plaines du Centre et du Nord, selon une étude du Centre national de la recherche scientifique s'appuyant sur une série de données couvrant la période 1971-2000. En 2020, Météo-France publie une typologie des climats de la France métropolitaine dans laquelle la commune est exposée à un climat océanique altéré et est dans la région climatique Centre et contreforts nord du Massif Central, caractérisée par un air sec en été et un bon ensoleillement.
Pour la période 1971-2000, la température annuelle moyenne est de 10,9 °C, avec une amplitude thermique annuelle de 16 °C. Le cumul annuel moyen de précipitations est de 903 mm, avec 12,7 jours de précipitations en janvier et 8,1 jours en juillet. Pour la période 1991-2020, la température moyenne annuelle observée sur la station météorologique de Météo-France la plus proche, « Premery », sur la commune de Prémery à 8 km à vol d'oiseau, est de 11,1 °C et le cumul annuel moyen de précipitations est de 911,1 mm. 
La température maximale relevée sur cette station est de 40,5 °C, atteinte le 11 août 2003 ; la température minimale est de −15,1 °C, atteinte le 26 janvier 2007,,.
Les paramètres climatiques de la commune ont été estimés pour le milieu du siècle (2041-2070) selon différents scénarios d'émission de gaz à effet de serre à partir des nouvelles projections climatiques de référence DRIAS-2020. Ils sont consultables sur un site dédié publié par Météo-France en novembre 2022.

## Urbanisme

### Typologie
Au 1er janvier 2024, Arzembouy est catégorisée commune rurale à habitat très dispersé, selon la nouvelle grille communale de densité à sept niveaux définie par l'Insee en 2022.
Elle est située hors unité urbaine et hors attraction des villes,.

### Occupation des sols
L'occupation des sols de la commune, telle qu'elle ressort de la base de données européenne d’occupation biophysique des sols Corine Land Cover (CLC), est marquée par l'importance des territoires agricoles (60,5 % en 2018), une proportion identique à celle de 1990 (60,5 %). La répartition détaillée en 2018 est la suivante : terres arables (43,6 %), forêts (39,5 %), prairies (16,9 %). L'évolution de l’occupation des sols de la commune et de ses infrastructures peut être observée sur les différentes représentations cartographiques du territoire : la carte de Cassini (XVIIIe siècle), la carte d'état-major (1820-1866) et les cartes ou photos aériennes de l'IGN pour la période actuelle (1950 à aujourd'hui).

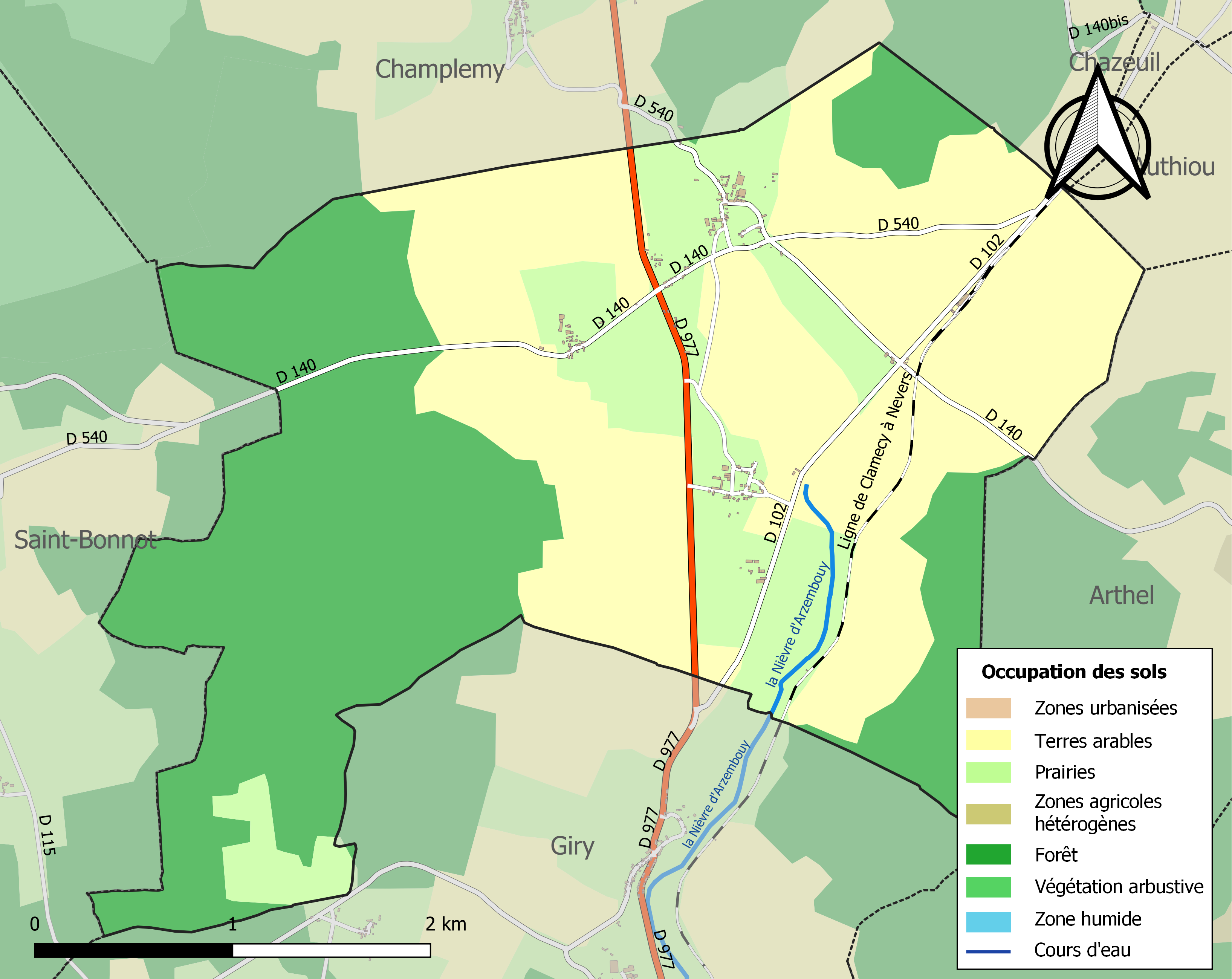
Carte des infrastructures et de l'occupation des sols de la commune en 2018 (CLC).

## Toponymie
Le nom de la commune viendrait du latin arcus, arche (d’un pont), et bouy, bois.
On relève les formes suivantes du nom de la commune : Villa Arcus en 849, Arceus en 1223, Ars en 1287, Cura de Arcubos-in-Buxo en 1478, Cura de Arcubus en 1518, Arc-en-Bouy en 1536, Ars-en-Bouy en 1638, Ars-en-Boux en 1649 et Arzanbouy en 1689.
Selon le chanoine Jean-Marie Meunier (1862-1929), les habitants prononçaient, au début du XXe siècle, Rambouy.

## Histoire

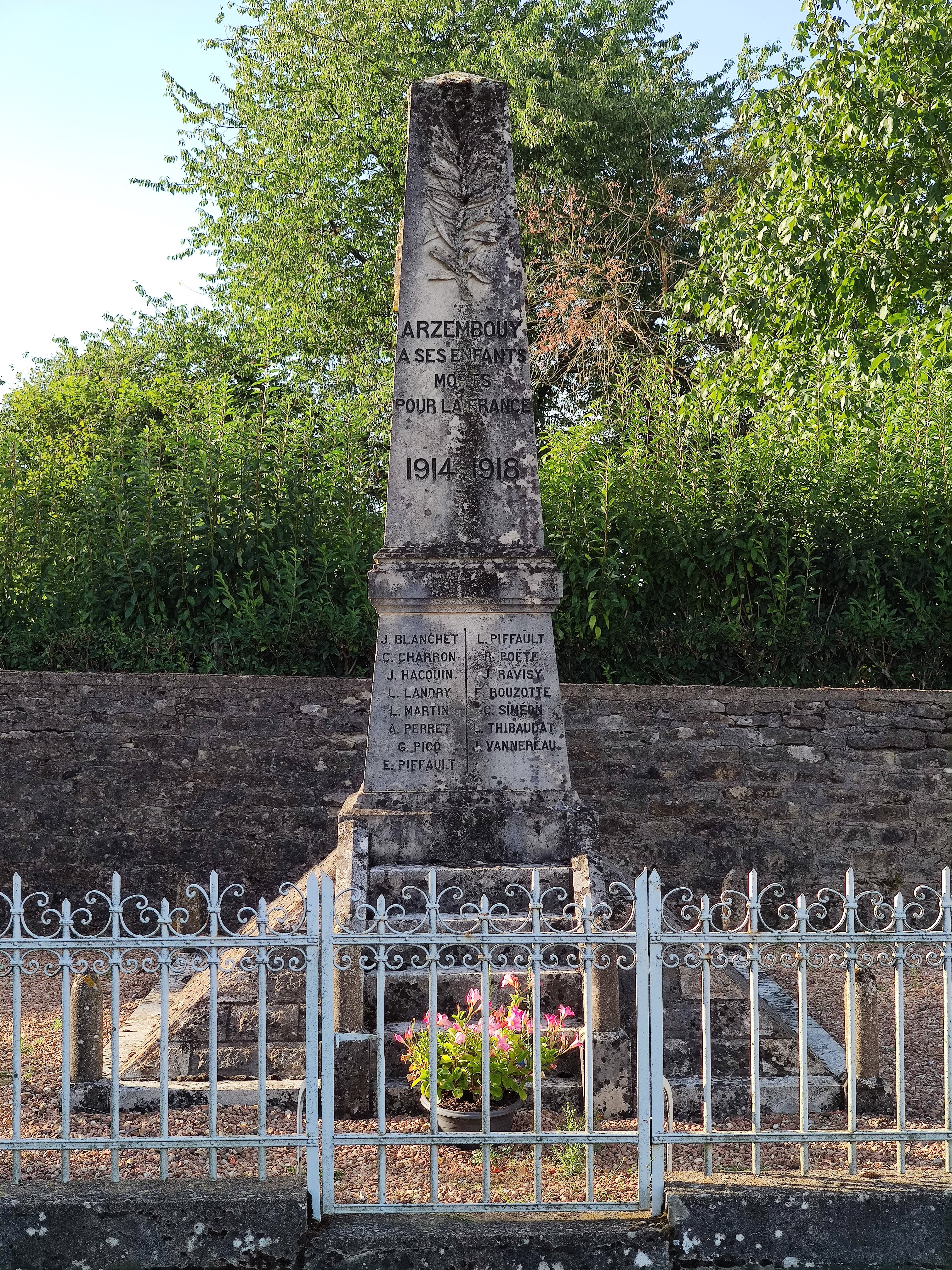
Le monument aux morts.

- La première mention du nom de la commune remonte à 849 : Villa Arcus.
- En 1789, les habitants rédigent un cahier de doléances[17], aujourd'hui conservé par les Archives départementales de la Nièvre.
- En 1858, l’école du village compte 46 élèves[18], dont 38 garçons, mais la salle de classe est traversée par une cloison haute d’1 m 30 séparant garçons et filles. L’école est gratuite pour un peu plus de la moitié des élèves, payante pour les autres. Il n’y a ni pension ni demi-pension. Propriété de la commune, le bâtiment est neuf, sain, doté d’une cour en terre battue[19] dans laquelle on trouve des toilettes séparées. La salle de classe est éclairée par deux fenêtres. Le mobilier se compose essentiellement de tables unies à des bancs, inclinées en forme de pupitre et scellées au sol, d’une estrade, de deux tableaux noirs, d’une simple table à tiroir servant de bureau de l’instituteur et d’un poêle en fonte[20] ; l’école a 20 encriers mais il n’y a ni cloche ni horloge ni fontaine… ni buste de l’Empereur. On y trouve en revanche un crucifix et le catéchisme et l’histoire sainte font partie des enseignements. L’institutrice, Mme Philbert, dispose dans le bâtiment d’un logement composé d’une chambre et d’une cuisine, séparé de la classe par un corridor, mais elle n’a pas de jardin[21].
- Le 1er octobre 1877, la gare d’Arzembouy, sur la ligne de Nevers à Clamecy, est ouverte au public[22].
- En 1906[23], le nombre d'habitants d’Arzembouy, qui compte 97 maisons, s'élève à 323 individus. La commune compte un instituteur, un curé, un garde champêtre et quatre cantonniers. Les commerçants sont moins d’une dizaine : quatre négociants, deux marchands de porcs, deux aubergistes (dont un aubergiste-épicier) et une épicière. Les artisans sont plus nombreux : trois menuisiers, deux couturiers (un homme et une femme), deux bûcherons, deux maçons, deux sabotiers, deux tuiliers, deux mécaniciens, un charbonnier, un maréchal, un cordonnier... La profession la plus représentée est celle de domestique (32), suivie par les propriétaires exploitants (25), les cultivateurs (15), les journaliers (10) et les fermiers (8). On recense également deux retraités et un rentier. La gare emploie neuf personnes : un chef de gare, trois gardes-barrières, trois poseurs[24], deux employés. Au total, on relève à Arzembouy trente professions différentes. Il n’y a, selon le recensement de 1906, ni médecin ni notaire ni sage-femme dans la commune. Enfin, vingt-cinq enfants « de l’hospice » sont placés dans des familles d’accueil du village.

### Curés
- Jean Tirecuir (XVIIe siècle), Gustave Picq (1906)…

### Instituteurs
- Mme Philbert (1858), M. Simonin (1887), François Roy (1893), Noël Boizeau (1906)…

### Seigneurs

Armoiries de la famille de La Rivière.

- Au XVIe siècle le seigneur du lieu est François Ier de La Rivière, fils de Jean Bureau de La Rivière[25], seigneur de La Rivière, Champlemy, vicomte de Tonnerre et de Quincy, baron de Seignelay, seigneur d'Anthiol, Arzembouy, Beaumont, Bennes, Bonnard, Boulon (commune de Lurcy-le-Bourg), Cheny, Chevannes, Colméry, Corvol le Damp-Bernard, La Garde, Lurcy-le-Bourg, Lucy- ou Lurcy-le-Châtel, Norry, Ormoy, Perchin, Poilly, Rebourceau (Rebourseaux, commune de Vergigny), Saint-Martin, Souffin, Vézannes, etc. Enfant d'honneur ou page de Charles VIII, il épouse en 1499[26] Madeleine de Savoisy, dame de Seignelay et héritière de la maison de Seignelay[25] dont il a 11 enfants. Son testament date de 1534[26].
- 1680 : Ludovic de Veilhan, chevalier, baron de Giry, Champlin et Arzembouy, demeurant ordinairement à Paris, rue d’Orléans.
- 1722 : Hubert de Choiseuil, chevalier, seigneur, marquis  de Choiseuil, seigneur d’Arzembouy, Couloutre, Champlemy et autres lieux, demeurant ordinairement à Paris, en son hôtel, rue Férou[27].

## Politique et administration

### Liste des maires
| Période                                  | Période   | Identité           | Étiquette | Qualité     |
| ---------------------------------------- | --------- | ------------------ | --------- | ----------- |
| mars 2001                                | mars 2008 | Renée Renault      | DVD       |             |
| mars 2008                                | En cours  | Raphaël Haghebaert | DVG       | Agriculteur |
| Les données manquantes sont à compléter. |           |                    |           |             |

## Démographie
L'évolution du nombre d'habitants est connue à travers les recensements de la population effectués dans la commune depuis 1793. Pour les communes de moins de 10 000 habitants, une enquête de recensement portant sur toute la population est réalisée tous les cinq ans, les populations de référence des années intermédiaires étant quant à elles estimées par interpolation ou extrapolation. Pour la commune, le premier recensement exhaustif entrant dans le cadre du nouveau dispositif a été réalisé en 2007.

En 2022, la commune comptait 69 habitants, en stagnation par rapport à 2016 (Nièvre : −3,28 %, France hors Mayotte : +2,11 %).
| 1793 | 1800 | 1806 | 1821 | 1831 | 1836 | 1841 | 1846 | 1851 |
| ---- | ---- | ---- | ---- | ---- | ---- | ---- | ---- | ---- |
| 326  | 321  | 374  | 369  | 353  | 389  | 375  | 373  | 414  |

| 1856 | 1861 | 1866 | 1872 | 1876 | 1881 | 1886 | 1891 | 1896 |
| ---- | ---- | ---- | ---- | ---- | ---- | ---- | ---- | ---- |
| 418  | 401  | 402  | 367  | 408  | 365  | 334  | 367  | 344  |

| 1901 | 1906 | 1911 | 1921 | 1926 | 1931 | 1936 | 1946 | 1954 |
| ---- | ---- | ---- | ---- | ---- | ---- | ---- | ---- | ---- |
| 342  | 320  | 292  | 249  | 227  | 211  | 188  | 156  | 150  |

| 1962 | 1968 | 1975 | 1982 | 1990 | 1999 | 2006 | 2007 | 2012 |
| ---- | ---- | ---- | ---- | ---- | ---- | ---- | ---- | ---- |
| 177  | 170  | 145  | 117  | 85   | 92   | 83   | 82   | 71   |

| 2017 | 2022 | - | - | - | - | - | - | - |
| ---- | ---- | - | - | - | - | - | - | - |
| 68   | 69   | - | - | - | - | - | - | - |

## Culture locale et patrimoine

### Lieux et monuments

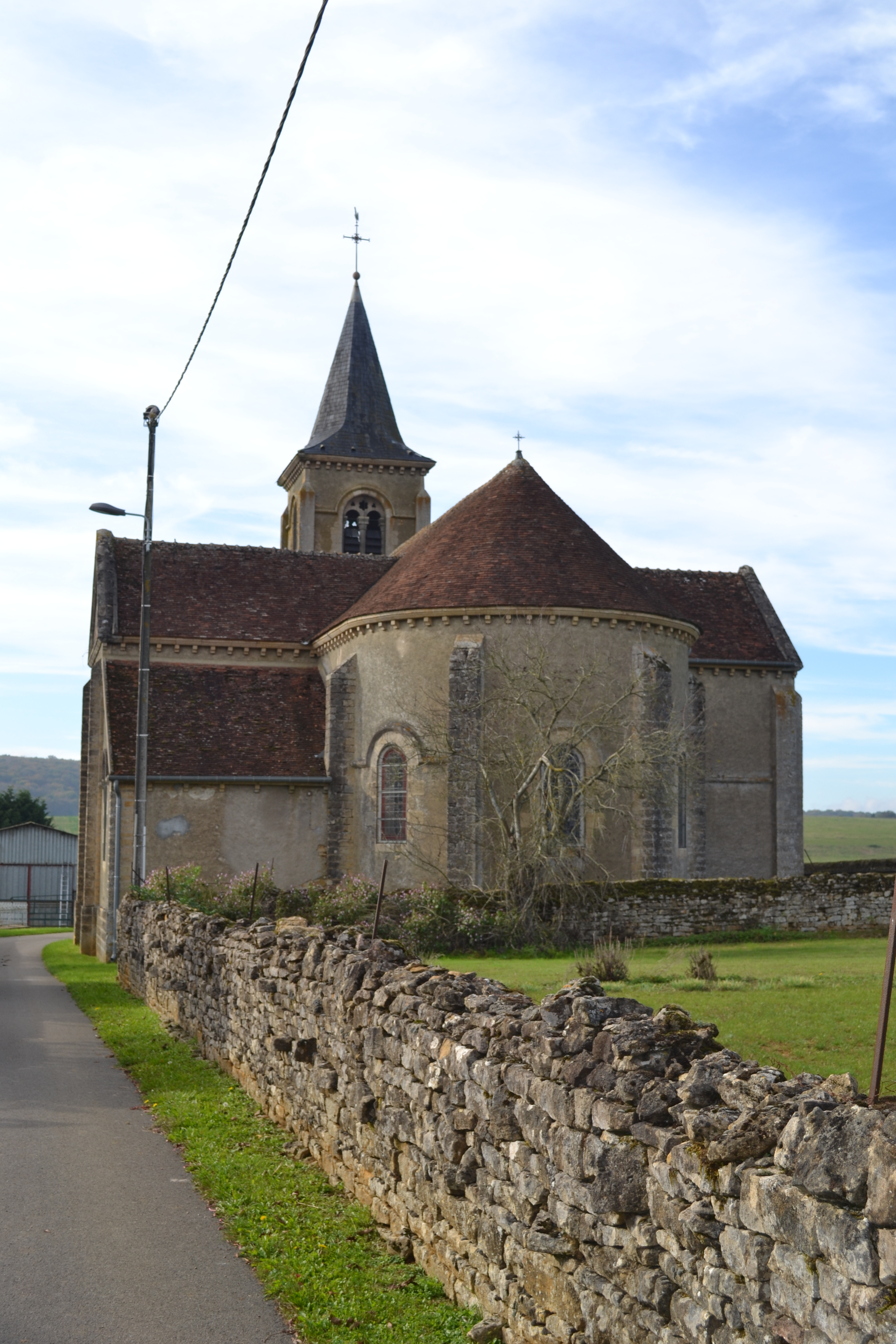
L’église.

- Église Saint-Médard d'Arzembouy, édifice de la seconde moitié  du XIXe siècle, anges en bois polychrome du XVIIIe siècle ; visite sur demande en mairie[32].

En 1875, avant la construction de l'actuelle église, l’historien nivernais Georges de Soultrait, dans son Répertoire archéologique du département de la Nièvre, décrit les ruines informes de la petite église paroissiale de Saint-Médard, bâtie au XVIe siècle sur un plan rectangulaire. Au milieu de ces ruines, cloche de 1633 provenant de la chartreuse de Bellary.
- Ferme Nicolle (XIXe siècle).
- Lavoirs (la commune en compte trois, en cours de réhabilitation en 2021).

### Personnalités liées à la commune

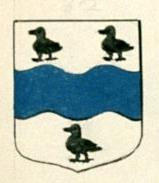
Armoiries de Jean Tirecuir, curé d'Arzembouy au XVIIe siècle.

- Jean Tirecuir, curé de la paroisse, XVIIe siècle[34].
- Anaïs Pinto, éleveuse de chevaux, a présenté plusieurs juments à différents concours : Vivace d’Arzembouy, Frimousse d’Arzembouy, Biscotte d’Arzembouy[35]... ; la première de ces juments a remporté le titre de meilleure percheronne de l’année en 2017[36].